# 藤本大三郎
藤本 大三郎（ふじもと だいさぶろう、1935年8月4日 - ）は、日本の生化学者、作家、東京農工大学名誉教授。

## 略歴
東京生まれ。1959年東京大学理学部化学科卒業、1961年同大学院博士課程修了、理学博士。東京医科歯科大学医学部助手、東大医学部助手、1968年東北大学理学部助教授、1974年浜松医科大学医学部教授、1986年東京農工大学農学部教授。1999年定年退官、名誉教授、東亜大学教授。2016年瑞宝中綬章受勲。
コラーゲンの権威とも言われ、生化学と老化について研究したほか、小説も書いた。

## 著書
- 『老化はなぜおこるか 若さを失わせるメカニズム』講談社(ブルーバックス)1984
- 『がんの転移はくいとめられるか』共立出版(未来の生物科学シリーズ) 1986
- 『バイオ探偵の事件簿』講談社 1986
- 『タンパク質とは何か 生命というドラマの主演者』講談社 (ブルーバックス)1987
- 『酵素の科学』裳華房(生命科学シリーズ)1988
- 『老化を防ぐ科学 人類の夢「不老」は可能か?』講談社 (ブルーバックス)1990
- 『バイオ教授の殺人ゼミナール』新評論 1990
- 『わが輩は酵素である 生命を支える超能力者たち』講談社 (ブルーバックス)1991
- 『二重らせん殺人事件』新評論 1991
- 『スキンケアの科学 化粧品の効能書きに強くなる』講談社 (ブルーバックス)1992
- 『バイオサイエンス入門 生命現象の不思議を探る』1993 講談社現代新書
- 『コラーゲン』共立出版 (未来の生物科学シリーズ) 1994
- 『酵素反応のしくみ 現代化学の最大の謎をさぐる』講談社 (ブルーバックス)1996
- 『コラーゲンの秘密に迫る 食品・化粧品からバイオマテリアルまで』裳華房 (ポピュラー・サイエンス)1998
- 『ここまでわかった「老化の正体」と「長寿の秘訣」』三天書房 1998
- 『コラーゲン物語』東京化学同人 (科学のとびら) 1999
- 『長寿学 老化を防ぐ科学知識』2000 ちくま新書
- 『図解雑学老化のしくみと寿命』ナツメ社 2001
- 『グリオン・クライシス』創土社 2002
- 『コラーゲン物語』東京化学同人 (科学のとびら 2012

### 共編著
- 『コラーゲン 化学、生物学、医学』野田春彦,永井裕共編 南江堂 1975
- 『コラーゲン代謝と疾患』永井裕共編 講談社 1982
- 『図説基本化学 有機化学編』村尾捷利共著 丸善 1983
- 『コラーゲン実験法』永井裕共編 講談社 1985
- 『細胞外マトリックスのバイオサイエンスとバイオテクノロジー』編著 アイピーシー 1991
- 『老化のメカニズムと制御』編著 アイピーシー 1993

### 翻訳
- レーニンジャー『生命とエネルギーの科学 バイオエナジェティックス』飯島康輝／入江伸吉他共訳　化学同人 1973
- Matthews, Freedland, Miesfeld『生化学要論』井上晃共監訳 東京化学同人 2000

## 論文
- <藤本大三郎